# Rickia peyerimhoffii
Rickia peyerimhoffii är en svampart som tillhör divisionen sporsäcksvampar, och som beskrevs av Maire. Rickia peyerimhoffii ingår i släktet Rickia, och familjen Laboulbeniaceae. Arten är reproducerande i Sverige.